# Grand Prix automobile de Tunisie 1931

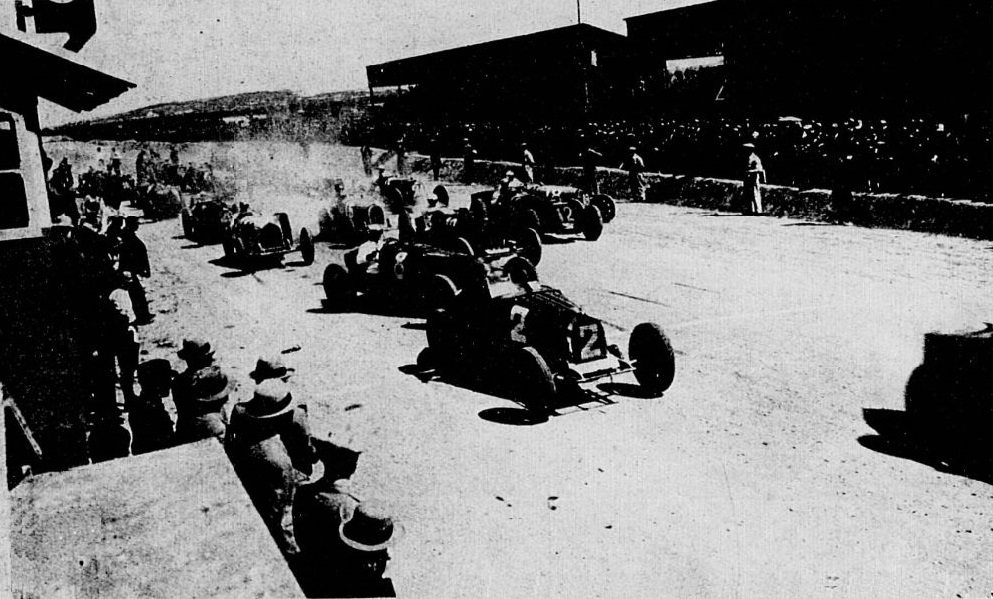
Départ du Grand Prix de Tunisie 1931.

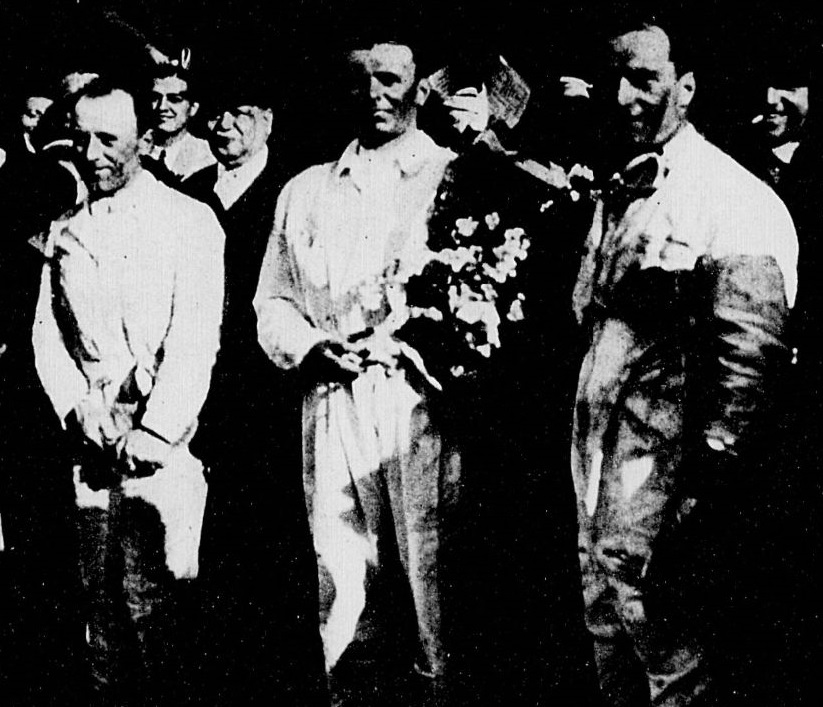
Podium du GP de Tunisie 1931 (centre et vainqueur Varzi, 2 Fagioli (G), 3 Lehoux (D)).

Le Grand Prix automobile de Tunisie 1931 (III Grand Prix de Tunisie) est un Grand Prix qui s'est tenu sur le circuit de Carthage le 29 mars 1931 et disputé par deux classes : les véhicules de plus de 1 500 cm3 et les véhicules de moins de 1 500 cm3.

## Grille de départ
| 1re ligne | Pos. 3           | Pos. 2        | Pos. 1             |
| --------- | ---------------- | ------------- | ------------------ |
|           | Lehoux Bugatti   | ? Bugatti     | Czaykowski Bugatti |
| 2e ligne  | Pos. 6           | Pos. 5        | Pos. 4             |
|           | Fagioli Maserati | Varzi Bugatti | ? Maserati         |
| 3e ligne  | Pos. 9           | Pos. 8        | Pos. 7             |
|           | ? Bugatti        | ? Bugatti     | Von Morgen Bugatti |

Le reste de la grille est incertain, au-delà de la troisième ligne, seules sont sûres les positions de
- René Dreyfus (12e, quatrième ligne, à gauche) ;
- Anne-Cécile Rose-Itier (21e, septième ligne, à gauche) ;
- Ernesto Maserati (23e, huitième ligne, au centre) ;
- Pierre Veyron (24e, huitième ligne, à gauche).

## Classement de la course
| Pos. | no | Pilote                      | Écurie                     | Châssis            | Tours | Temps/Abandon                             | Grille |
| ---- | -- | --------------------------- | -------------------------- | ------------------ | ----- | ----------------------------------------- | ------ |
| 1    | 10 | Achille Varzi               | Privé                      | Bugatti Type 51    | 37    | 3 h 23 min 39 s 2 (138,6 km/h)            | 5      |
| 2    | 12 | Luigi Fagioli               | Officine Alfieri Maserati  | Maserati Tipo 26 M | 37    | + 1 min 47 s                              | 6      |
| 3    | 6  | Marcel Lehoux               | Privé                      | Bugatti Type 35B   | 37    | + 2 min 2 s                               | 3      |
| 4    |    | Clemente Biondetti          | Privé                      | Maserati Tipo V4   | 37    | + 4 min 50 s                              |        |
| 5    | 24 | Heinrich-Joachim von Morgen | Privé                      | Bugatti Type 35B   | 37    | + 12 min 18 s 6                           | 13     |
| 6    | 2  | Stanisław Czaykowski        | Privé                      | Bugatti Type 35C   | 37    | + 14 min 39 s                             | 1      |
| 7    |    | Umberto Klinger             | Privé                      | Maserati Tipo 26 M | 37    | + 14 min 48 s                             |        |
| 8    | 46 | Ernesto Maserati            | Officine Alfieri Maserati  | Maserati Tipo 26   | 37    | 3 h 40 min 2 s (128,3 km/h) + 16 min 23 s | 23     |
| 9    | 48 | Pierre Veyron               | Privé                      | Bugatti Type 37A   | 37    | + 27 min 41 s                             | 24     |
| 10   |    | José Scaron                 | Privé                      | Amilcar MCO        | 37    | + 29 min 59 s                             |        |
| 11   |    | Raoul Miquel                | Privé                      | Bugatti Type 35    | 37    | + 32 min 4 s 0                            |        |
| 12   |    | Yves Giraud-Cabantous       | Privé                      | Caban spéciale     | 37    | + 37 min 41 s                             |        |
| 13   |    | Fernande Roux               | Privé                      | Bugatti Type 37A   | 37    | + 38 min 59 s                             |        |
| 14   |    | André Vagniez               | Privé                      | Bugatti Type 37A   | ?     |                                           |        |
| 15   | 42 | Anne-Cécile Rose-Itier      | Mme Anne-Cecile Rose-Itier | Bugatti Type 37A   | ?     |                                           | 21     |
| 16   |    | Emil Dourel                 | Privé                      | Amilcar C6         | ?     |                                           |        |
| Abd. |    | Philippe Étancelin          | Privé                      | Bugatti Type 35C   | 26?   | Boîte de vitesses ou surchauffe           |        |
| Abd. |    | Rudolf Eberhardt            | Privé                      | Bugatti Type 37A   | 27    | Valve                                     |        |
| Abd. |    | Luigi Castelbarco           | Privé                      | Talbot 700         | 15    | Boîte de vitesses                         |        |
| Abd. |    | Georges d'Arnoux            | Comte G. d'Arnoux          | Bugatti Type 35B   | 12?   |                                           |        |
| Abd. | 24 | René Dreyfus                | Officine Alfieri Maserati  | Maserati Tipo 26 M | 9     | Accident                                  | 12     |
| Abd. |    | Jean Gaupillat              | Privé                      | Bugatti Type 37A   | 5     |                                           |        |
| Abd. |    | Marcel Boucly               | Privé                      | Salmson            | 4?    |                                           |        |
| Abd. |    | « Jacquin »                 | Privé                      | Amilcar C6         | 1     | Magnéto                                   |        |
| Abd. |    | Aime Martin                 | Privé                      | Bugatti Type 37A   | 1     | Piston                                    |        |
| Abd. |    | Mikael Angwerd              | Privé                      | Bugatti Type 37A   | 1     |                                           |        |
| Abd. |    | Victor Marret               | Privé                      | Salmson            | 1     | Bielle                                    |        |
| Np.  |    | Pierre Rey                  | Privé                      | Bugatti Type 35    |       | Voiture en panne                          |        |
| Np.  |    | Max Fourny                  | Privé                      | Bugatti Type 35C   |       | Non partant                               |        |
| Np.  |    | Miro Toselli                | Privé                      | Bugatti Type 35    |       | Non partant                               |        |
| Np.  |    | László Hartmann             | Privé                      | Bugatti Type 35    |       | Non partant                               |        |
| Np.  |    | « Minangoy »                | Privé                      | Bugatti Type 35C   |       | Non partant                               |        |
| Np.  |    | Louis Joly                  | Privé                      | Bugatti Type 37    |       | Voiture en panne                          |        |
| Np.  |    | Jean-Pierre Wimille         | Privé                      | Bugatti Type 37    |       | Non partant                               |        |
| Np.  |    | « Guegauff »                | Privé                      | Amilcar C6         |       | Non partant                               |        |

- Légende : Abd. = Abandon - Np. = Non partant.

## Pole position et record du tour
- Pole position :  Stanisław Czaykowski (Bugatti) par tirage au sort.
- Meilleur tour en course
  - Groupe 1 (+ 1 500 cm3) :  René Dreyfus (Maserati) en 5 min 13 s (146,2 km/h) au troisième tour.
  - Groupe 2 (1 500 cm3) :  Rudolf Eberhardt (Bugatti) en 5 min 38 s (135,42 km/h).

## À noter
- Première apparition en course de la Bugatti Type 51.
- Première victoire de la Bugatti Type 51.